# Geldfeuer
Geldfeuer ist eine Wandersage im deutschsprachigen Raum, nach der an bestimmten Orten geisterhafte Lichter, Flammen oder brennende Münzen gesehen wurden. Im Unterschied zum im Volksglauben negativ behafteten Irrlicht deute die Beobachtung jedoch auf einen verborgenen Schatz oder Erz hin und verheiße Reichtum und Glück. Nachweise in Westfalen, in Mecklenburg und der Eifel.
In Ostpreußen kam der Begriff Geldfeuer in Schatzsagen vor. Man erzählte sich meist, dass vergrabene Schätze alle sechs Jahre emporstiegen und sich entzündeten, um sich zu reinigen.